# Groupe d'États contre la corruption

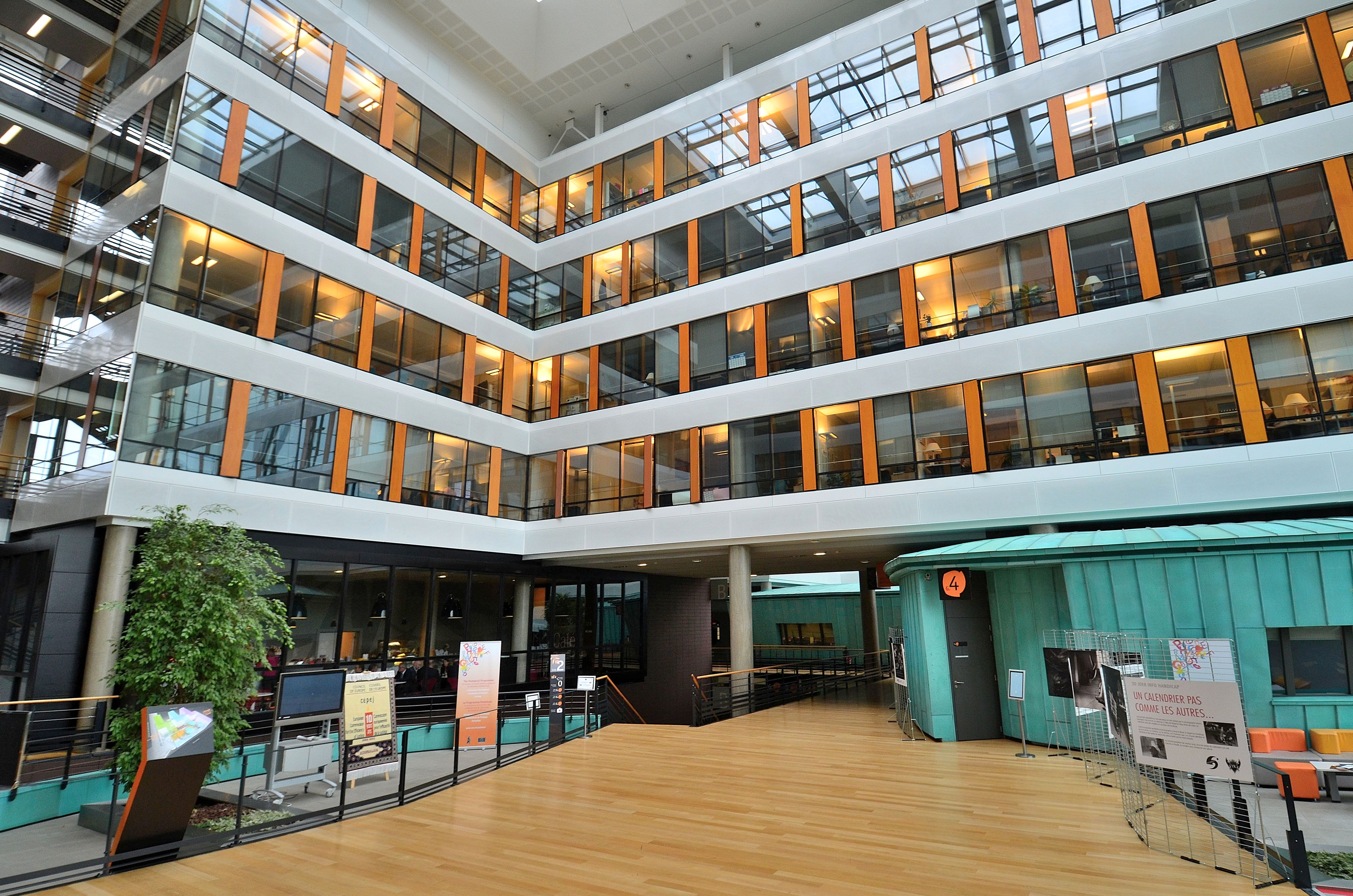

Le GRECO (acronyme de groupe d'États contre la corruption, en anglais Group of States Against Corruption) est un organe du Conseil de l'Europe, créé en mai 1999 pour améliorer la capacité des États membres à lutter contre la corruption et qui réunit 48 pays européens, le Kazakhstan et les États-Unis.
Bien que tous ses États membres en fassent partie, ce n'est pas le cas de l'Union européenne, qui a obtenu le statut d'observateur en 2019,.

## Historique
Héritier du Groupe multidisciplinaire sur la corruption (GMC) créé en septembre 1995 sous les auspices du Comité européen pour les problèmes criminels (CDPC) et du Comité européen pour la coopération juridique (CDCJ), la lutte contre la corruption est devenue une des priorités du Conseil de l'Europe, avec comme objectif une ou plusieurs conventions internationales contre la corruption, avec un mécanisme de suivi. En 1997, l'idée de cette convention pénale est étendue aux États non membres du Conseil de l'Europe. En novembre 1997, sont adoptés les Vingt Principes directeurs (résolution (97)24) pour la lutte contre la corruption. En mars 1998, le GMC approuve un projet d'accord instituant un « Groupe d’États contre la Corruption – GRECO », autorisé par le Comité des ministres en mai 1998. Ce Groupe est officiellement créé le 1er mai 1999 par 17 des États membres du Conseil: Belgique, Bulgarie, Chypre, Estonie, Finlande, France, Allemagne, Grèce, Islande, Irlande, Lituanie, Luxembourg, Roumanie, Slovaquie, Slovénie, Espagne et Suède, depuis rejoints par presque tous les membres du Conseil.

## Objet
Selon l'article 1er du Statut adopté en 1999, le GRECO a « pour objet d'améliorer la capacité de ses membres à lutter contre la corruption en veillant à la mise en œuvre des engagements qu'ils ont pris dans ce domaine, par le biais d'un processus dynamique d'évaluation et de pression mutuelles. » Afin de réaliser cet objet, le GRECO « est chargé de :
- i. suivre l'application des Principes Directeurs pour la lutte contre la corruption tels qu'adoptés par le Comité des Ministres du Conseil de l'Europe le 6 novembre 1997 ;
- ii. suivre la mise en œuvre des instruments juridiques internationaux qui seront adoptés en application du Programme d'action contre la corruption, conformément aux dispositions contenues dans ces instruments ; » (art. 2 dudit Statut).

## Organisation
Le GRECO, dont le siège se trouve à Strasbourg, dispose d’un Secrétariat, dirigé par son Secrétaire exécutif, actuellement M. Wolfgang Rau, nommé par le Secrétaire général du Conseil de l'Europe.

## Dates-clé
- La Valette, 1994 : 19e Conférence des ministres européens de la justice : la lutte contre la corruption doit se situer à l’échelle européenne
- Strasbourg, 1995 : Création du GMC
- Strasbourg, 1996 : adoption du Programme d'action contre la corruption
- Prague, 1997 : 21e Conférence des ministres européens de la justice : nécessité de concrétiser les efforts contre la corruption en établissant des normes et un mécanisme de suivi
- Strasbourg, 1997 : 2e sommet des chefs d’État et de gouvernement des États membres du Conseil de l’Europe : nécessité de trouver des règles communes pour prévenir et combattre la corruption et le crime organisé. Résolution (97)24 sur les Vingt principes directeurs pour la lutte contre la corruption
- Strasbourg, 1999 : création du GRECO le 1er mai. Ouverture à la signature des Conventions pénale (STE 173) et civile (STE 174) sur la corruption[4].
- Strasbourg, 2000 : Recommandation sur les codes de conduite pour les agents publics (Recommandation n° R (2000)10).
- Strasbourg, 2003 : Recommandation sur les règles communes contre la corruption dans le financement des partis politiques et des campagnes électorales (Recommandation Rec(2003)4). Ouverture à la signature du Protocole additionnel à la Convention pénale sur la corruption (STE 191).